# Pau Roges i Tristany
Pau Roges i Tristany (Sabadell, després de 1636 - entre el 7 i el 28 d'octubre de 1716) fou un metge català.

## Biografia
Catedràtic de la Facultat de Medicina de la Universitat de Barcelona, gaudia d'un gran prestigi professional reconegut pels seus col·legues, que sovint el consultaven per qüestions relacionades amb l'exercici mèdic. En jubilar-se es retirà a viure a Sabadell, on tenia el patrimoni familiar, casa i terres, que més tard adquirí el capellà sabadellenc Josep Puiggener. El 1687, Pau Roges va ser nomenat conseller segon de la vila, càrrec que refusà al·legant raons personals. Segons Bosc i Cardellac, possiblement Roges considerava que per la representació del seu ofici i pels seus mèrits personals li corresponia el càrrec de conseller primer, i aquest hauria estat el motiu de la renúncia.
El 1925, l'Ajuntament presidit per Esteve M. Relat va acordar donar el nom del doctor Roges a un carrer de la ciutat.